# Issa Sesay
Issa Hassan Sesay, född 27 juni 1970 i Freetown, Sierra Leone, var en av ledarna för rebellrörelsen Revolutionary United Front (RUF), aktiv under inbördeskriget i Sierra Leone. Enligt vissa uppgifter var han den näst högste ledaren i organisationen. Som en av ledarna för RUF var han bland annat personligen involverad i rekrytering och träning av barnsoldater, ett flertal massakrer och sexuella övergrepp.
Den 7 mars 2003 ställdes han inför rätta i Specialdomstolen för Sierra Leone anklagad för totalt 18 olika brott, däribland annat brott mot mänskligheten. Han förklarade sig oskyldig på samtliga åtalspunkter men befanns trots detta den 25 februari 2009 skyldig på 16 av åtalspunkterna och dömdes till livstids fängelse.